# Casa Senyorial de Garsene
La Casa Senyorial de Gārsene(en letó: Gārsenes muižas, en alemany:Herrenhaus Garßen) és una mansió a la regió cultural de Selònia, al municipi d'Aknīste de Letònia. La casa allotja un museu on els visitants poden veure una exposició sobre la família  germanobàltica von Budberg.

## Història
La casa senyorial va ser construïda en estil neogòtic per la família von Budberg cap a 1856 al costat d'un pati de forma rectangular. L'estructura de dues plantes va ser edificada en una sola ala, afegida el 1885. La família va ser propietària de la mansió fins a les reformes agràries de Letònia el 1920. El 1939 l'edifici va ser reconstruït segons el projecte de l'arquitecte de l'escola Vassiliev, i des de 1940 forma part de l'escola primària Gārsene.
N'hi ha un ampli parc paisatgístic amb estanys i ponts decoratius adjacents a la mansió. Hi ha assenyalats trenta punts turístics per als visitants.